# ويليام هورفاث
ويليام هورفاث هو سياسي أمريكي، ولد في 23 مارس 1938. نشط حزبياً في الحزب الديمقراطي. وقد انتخب عضو جمعية ولاية ويسكونسن ‏.